# バンザイ・パイプライン
バンザイ・パイプラインはハワイ・オアフ島のノースショアを代表するレフトブレイクのサーフポイント。冬になると良質かつ危険な波が炸裂する。ボトム（海底）は岩に覆われワイプアウト（波に巻かれる）すると岩にヒットし、死亡するケースもある。バンザイ・パイプラインの波は強烈に巻き上げ土管のような空間（チューブ)を作ることで知られている。
また、サーフィンの聖地とされ、ボルコム・パイプ・プロやパイプライン・マスターズといったサーフィンの著名な大会の開催地となっている。

## エピソード
- 1974年放送のテレビドラマ「ハワイ5-0」137話「The Banzai Pipeline」の舞台となった。

- 2002年の映画「ブルークラッシュ」のロケ地になった。
- コナビール「限定醸造・パイプラインポーター」のラベルにバンザイ・パイプラインが描かれている[4]。
- 2019年にアサヒ飲料から販売された「モンスター パイプラインパンチ」はバンザイ・パイプラインにちなんで名付けられた[5]。